# Pferdskopf (Taunus)

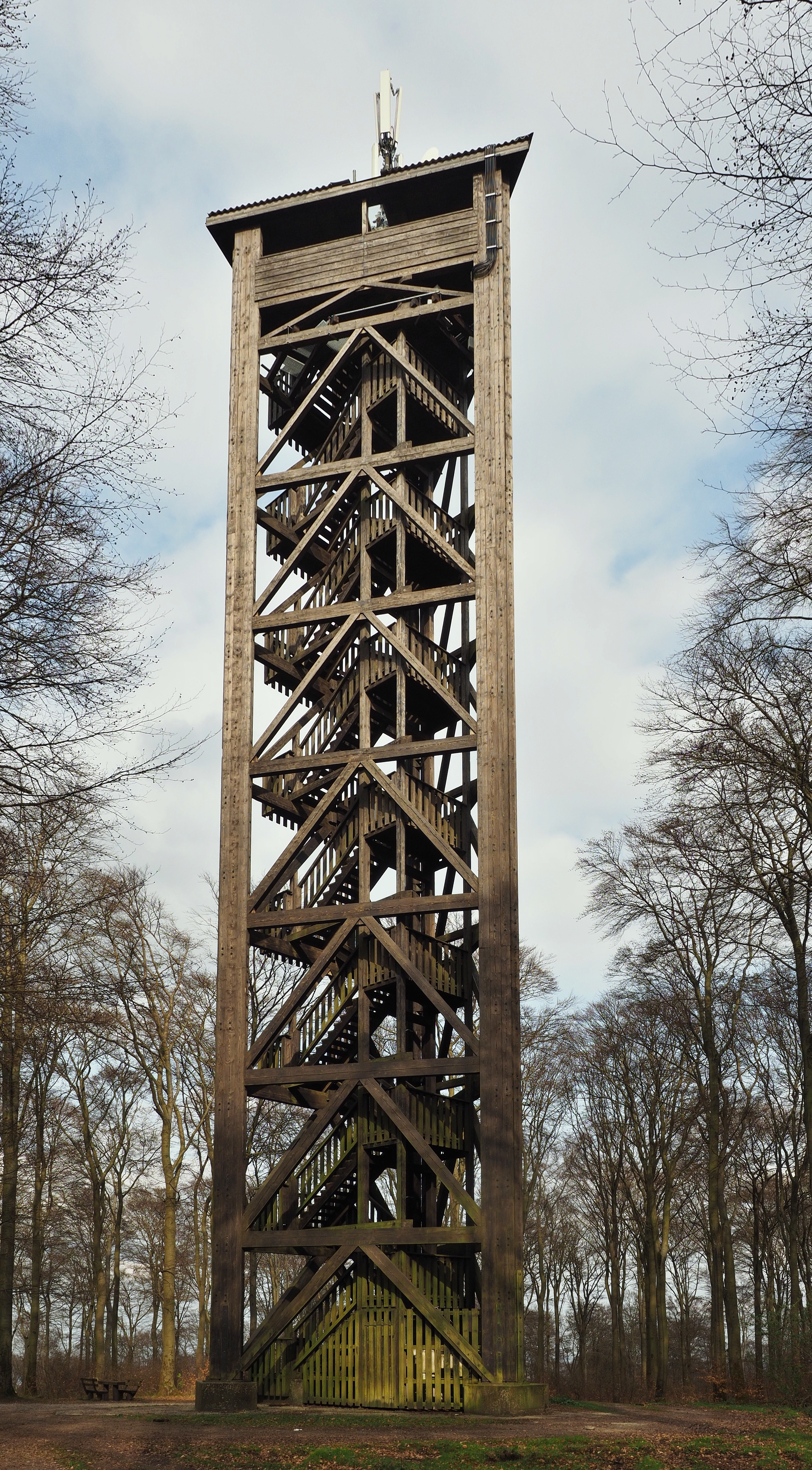
Aussichtsturm Pferdskopf

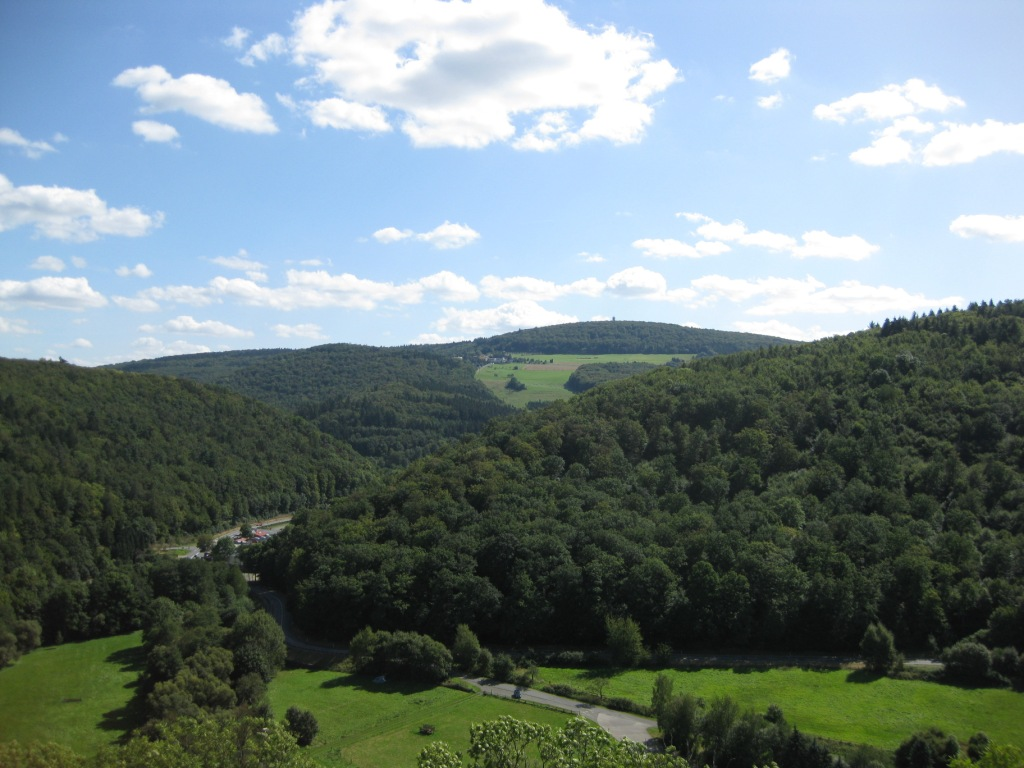
Blick aus Richtung Altweilnau über das Weiltal mit der B 275 und dortigem Weiler Neuhammer hinweg zum Pferdskopf

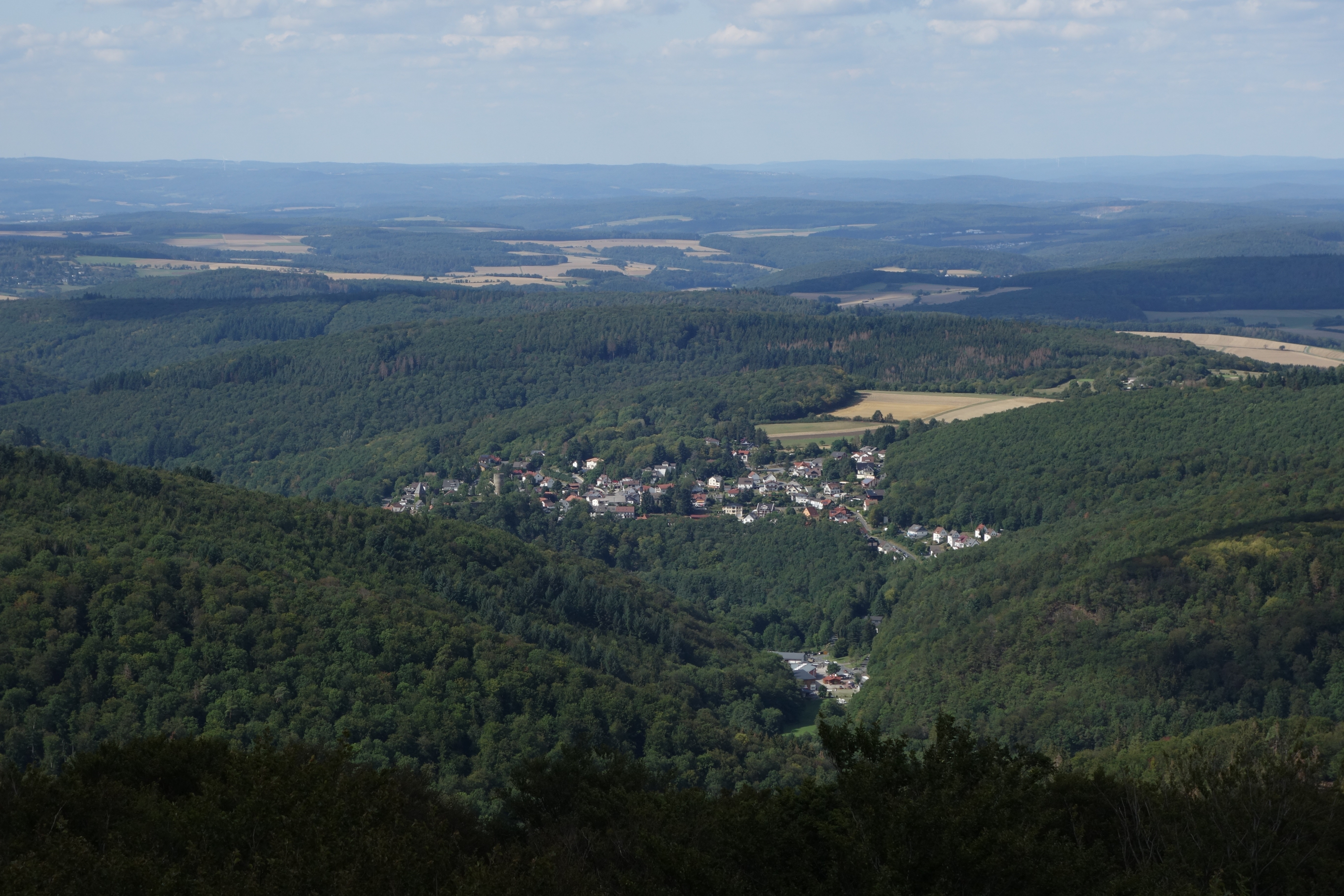
Blick in Gegenrichtung vom Pferdskopf-Aussichtsturm nach Altweilnau; nach links erhebt sich im Vordergrund der Berg Wolfsküppel

Der Pferdskopf bei Treisberg im hessischen Hochtaunuskreis ist ein 662,6 m ü. NHN hoher Berg im Mittelgebirge Taunus und nach Weilsberg (700,7 m), Dillenberg (682,4 m) und Sängelberg (665 m) die vierthöchste Erhebung im Östlichen Hintertaunus.

## Geographie

### Lage
Der Pferdskopf liegt im Naturpark Taunus und gehört zum Gemeindegebiet von Schmitten im Taunus, wobei die Grenze zur Gemeinde Weilrod über seine Nord- und Westflanke verläuft. Der Berg, dessen Gipfel sich etwa 600 m südsüdwestlich von Treisberg (zu Schmitten) erhebt, befindet sich zwischen Hunoldstal im Nordosten, Brombach im Osten, Dorfweil (alle zu Schmitten) im Südosten und dem Schmittener Kernort im Süden sowie zwischen Mauloff im Westen und Finsternthal (beide zu Weilrod) im Westnordwesten. Östlich im Bogen um den Berg herum fließt die Weil, erst nach Nordosten und dann nach Westnordwesten in Richtung Lahn, und westlich verläuft der Weil-Zufluss Niedgesbach, erst nach Nordnordwesten und dann nach Nordosten. Während die Landschaft des Bergs in den meisten Richtungen in die Täler dieser Bäche abfällt, leitet sie nach Süden zum Feldkopf (596 m) über.

### Naturräumliche Zuordnung
Der Pferdskopf gehört in der naturräumlichen Haupteinheitengruppe Taunus (Nummer 30), in der Haupteinheit Östlicher Hintertaunus (302) zum Naturraum Pferdskopf-Taunus (302.6).

## Geologie
Geologisch zählt der Berg zu der sogenannten Feldberg-Langhals-Pferdskopf-Scholle, die sich im Tertiär herausgebildet hat und über große Reliefunterschiede verfügt.

## Schutzgebiete
Direkt westlich des Pferdskopfs liegen das Naturschutzgebiet Sau- und Niedgesbach bei Schmitten (CDDA-Nr. 165327; 1995 ausgewiesen; 64 ha) und das Fauna-Flora-Habitat-Gebiet Niedges-, Sau- und Kirrbachtal zwischen Mauloff und Schmitten (FFH-Nr. 5716-306; 104 ha).

## Aussichtsturm Pferdskopf
Auf dem Pferdskopf steht der 34 Meter hohe Aussichtsturm Pferdskopf, der durch den Umlandverband Frankfurt wiedererrichtet und der Gemeinde Schmitten am 10. November 1987 übereignet wurde. Am Turmfuß wurden Tisch und Bänke aufgestellt.
Vom Turm bietet sich ein Rundblick auf die umliegenden Taunushöhen des Östlichen und Westlichen Hintertaunus, des Hohen Taunus mit der fast kompletten Aussicht auf den Taunushauptkamm, den zentralen Hochtaunus (Feldberg-Taunuskamm) um Großen Feldberg (881,5 m) und Kleiner Feldberg (825,2 m) sowie in das Usinger Becken und das Weiltal.
Bei guter Wetterlage reicht der Blick nach Südwesten über den niedrig gelegenen Haupteinschnitt des Taunushauptkamms bei Niederseelbach zum Pfälzerwald, weiter westlich zum Nordpfälzer Bergland mit dem 83 km entfernten Donnersberg (ca. 687 m). Zu sehen sind dann:
Im Westen der Hunsrück mit dem Soonwald in 67 km Entfernung, den Salzkopf (627,6 m), Kandrich (638,6 m), davor der Kemeler Rücken des westlichen Hintertaunus mit Mappershainer Kopf (548 m), Grauer Kopf (543,4 m) und dem vorderen Hunsrück mit der Fleckertshöhe (529,8 m).
Im Nordwesten Westerwald mit der Montabaurer Höhe mit Alarmstange (545,2 m) und Köppel (540,2 m), weiter nordwestlich im Niederwesterwald mit Malberg (422 m). Nördlich erstreckt sich der Hohe Westerwald mit Galgenberg (649,7 m), Salzburger Kopf (654,2 m), Homberg (635,3 m) der Höllberg (642,8 m) in 44 km Entfernung; weiter nördlich das Gladenbacher Bergland inklusive Damshäuser Kuppen mit Kappe (493,5 m), Rimberg (497,1 m) in 63 km Entfernung und zudem der Basaltkegel des Dünsberg (497,7 m).
Im Nordosten der Kellerwald mit dem Hohen Lohr (656,7 m) und dem Hunsrück (635,9 m) in 93 km Entfernung; im Osten der Vogelsberg mit Taufstein (773 m) in 63 km Entfernung und der Herchenhainer Höhe (733,1 m).
Südöstlich die Rhön mit der Wasserkuppe (950 m) in 109 km, der Heidelstein (925,7 m) in 113 km, die Dammersfeldkuppe (927,9 m) in 102 km, der Kreuzberg (927,8 m) in 110 km Entfernung und den 95 km entfernten Dreistelzberg (660,4 m).
Auf dem Turmdach befinden sich Mobilfunkantennen.

## Sport und Wandern
Am Hang des Pferdskopf in Treisberg finden sich zwei Skilifte, welche die steilste Skipiste des Taunus erschließen. Bei entsprechender Schneelage gibt es zudem einen vielbenutzten Rodelhang, der hinunter bis fast an die Straße nach Mauloff führt.
Am Berg verläuft der Waldlehrpfad Pferdskopf, dessen Informationstafeln Wissenswertes über Flora und Fauna der typischen Mittelgebirgslandschaft näher bringen.

## Galerie

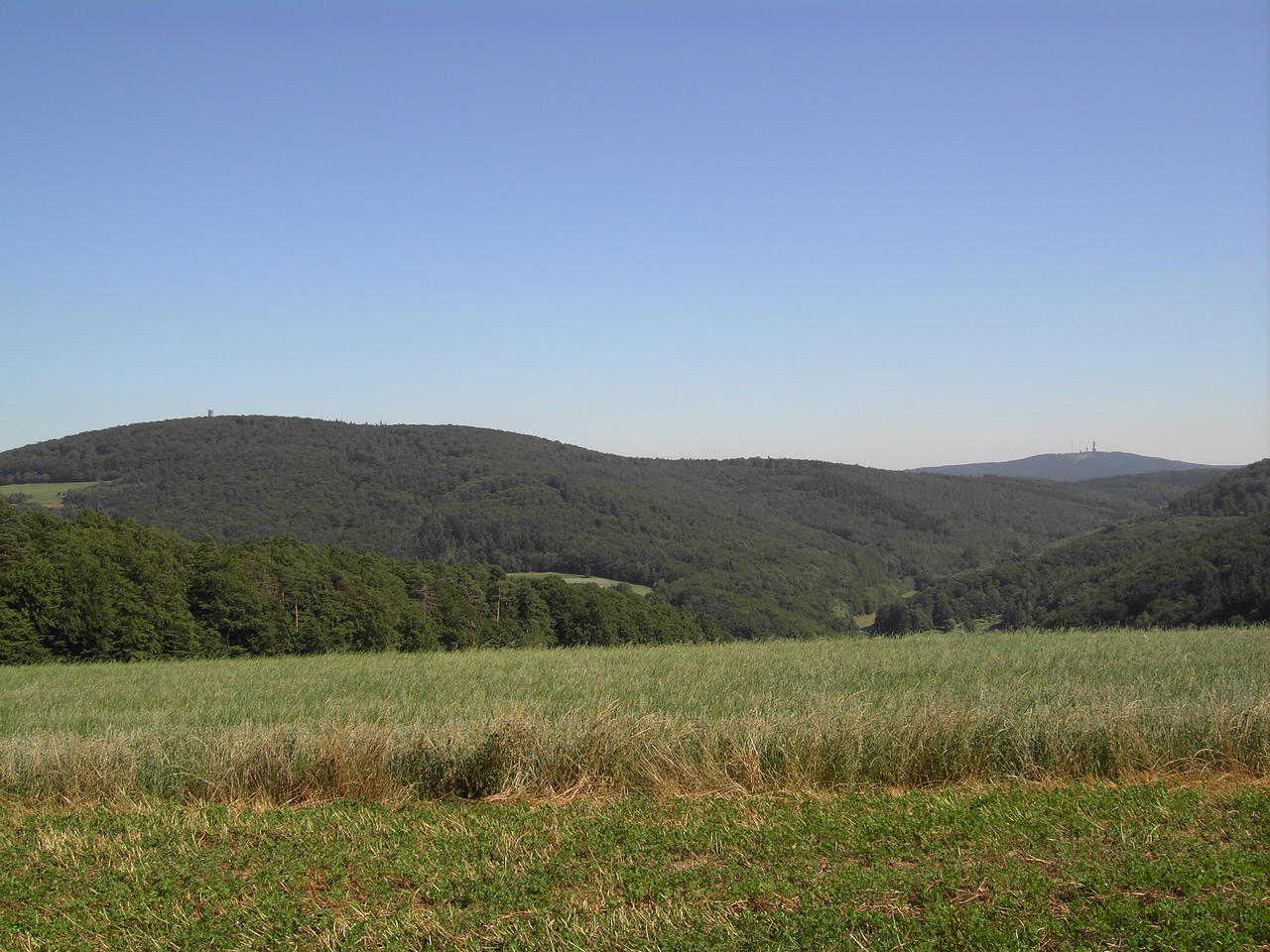
Pferdskopf (links) und Großer Feldberg
Blick vom Aussichtsturm nach Süden zum Pfaffenrod im Vordergrund über der Ortschaft Schmitten, im Hintergrund Großer (mittig) und Kleiner Feldberg (rechts) über dem Schmittener Ortsteil Oberreifenberg.
Pferdskopfturm: Infotafel mit Entfernungsangaben von Sichtzielen
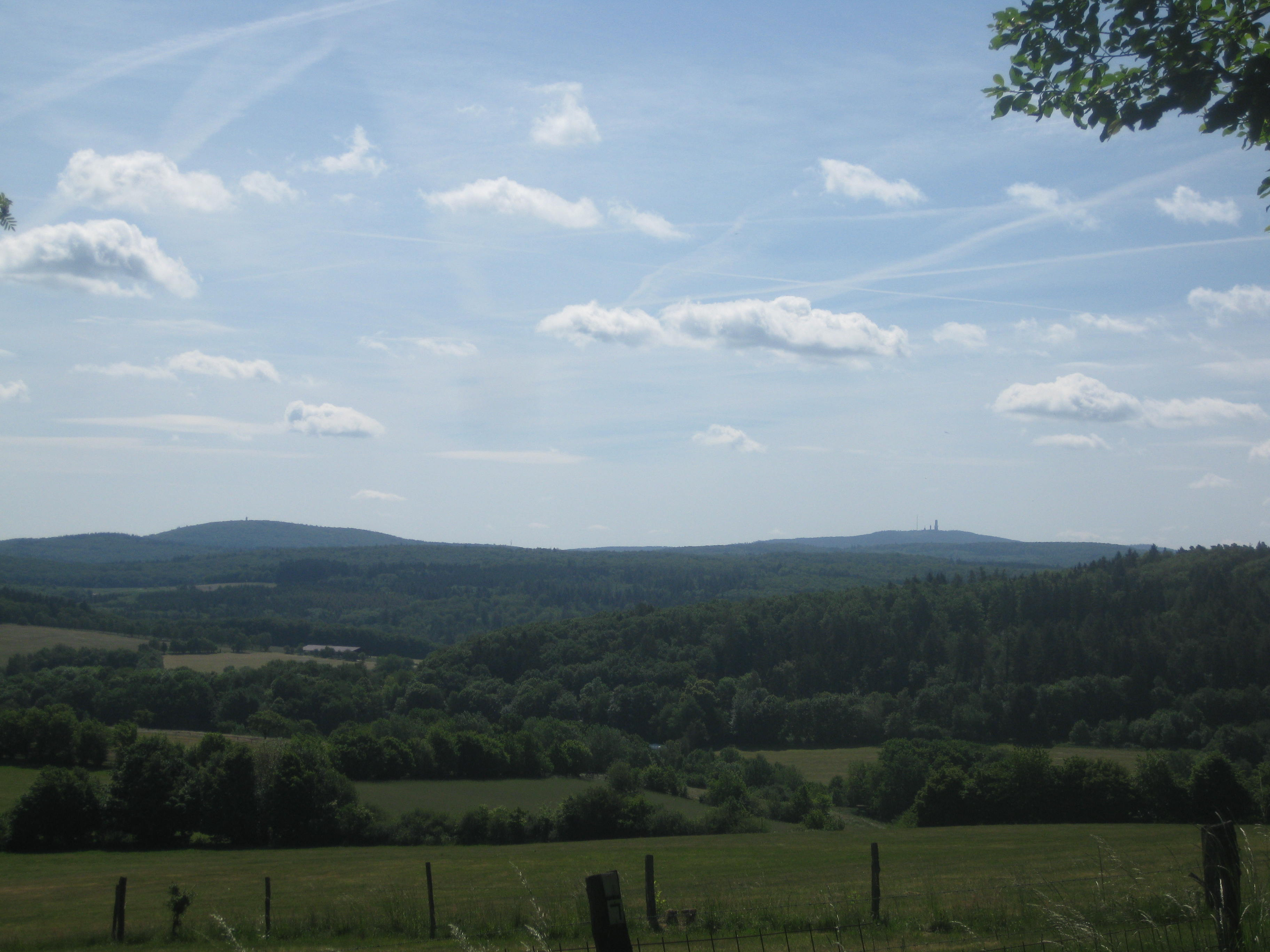
Pferdskopf (links) und Großer Feldberg
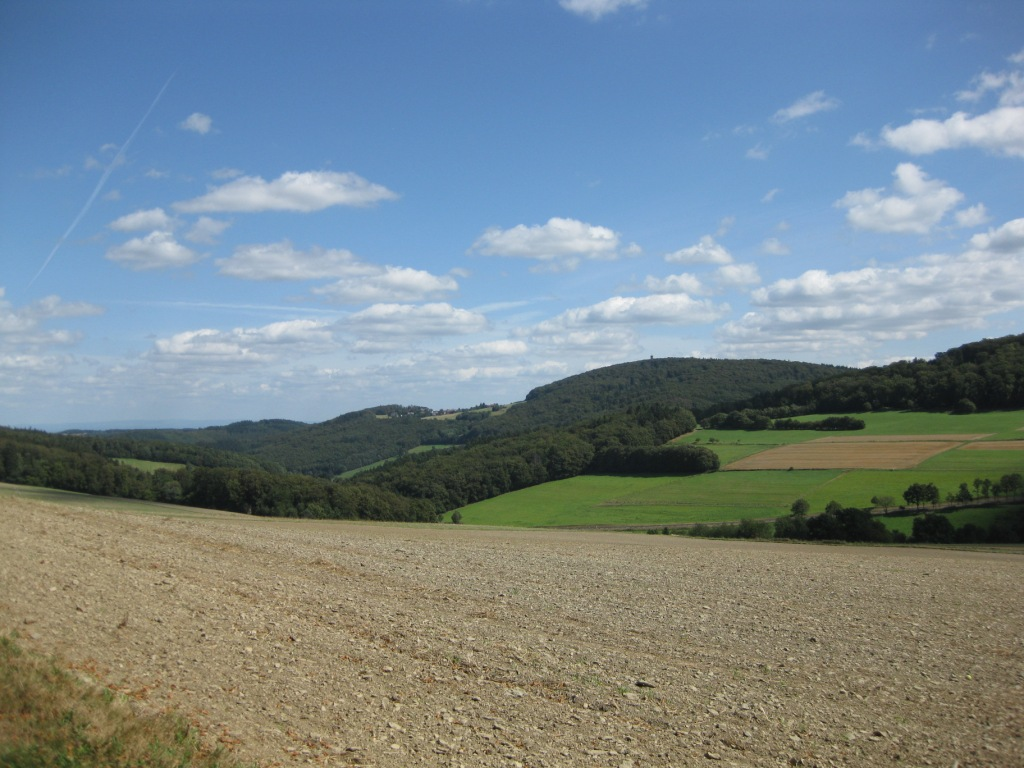
Blick von der Gemarkung Mauloffs
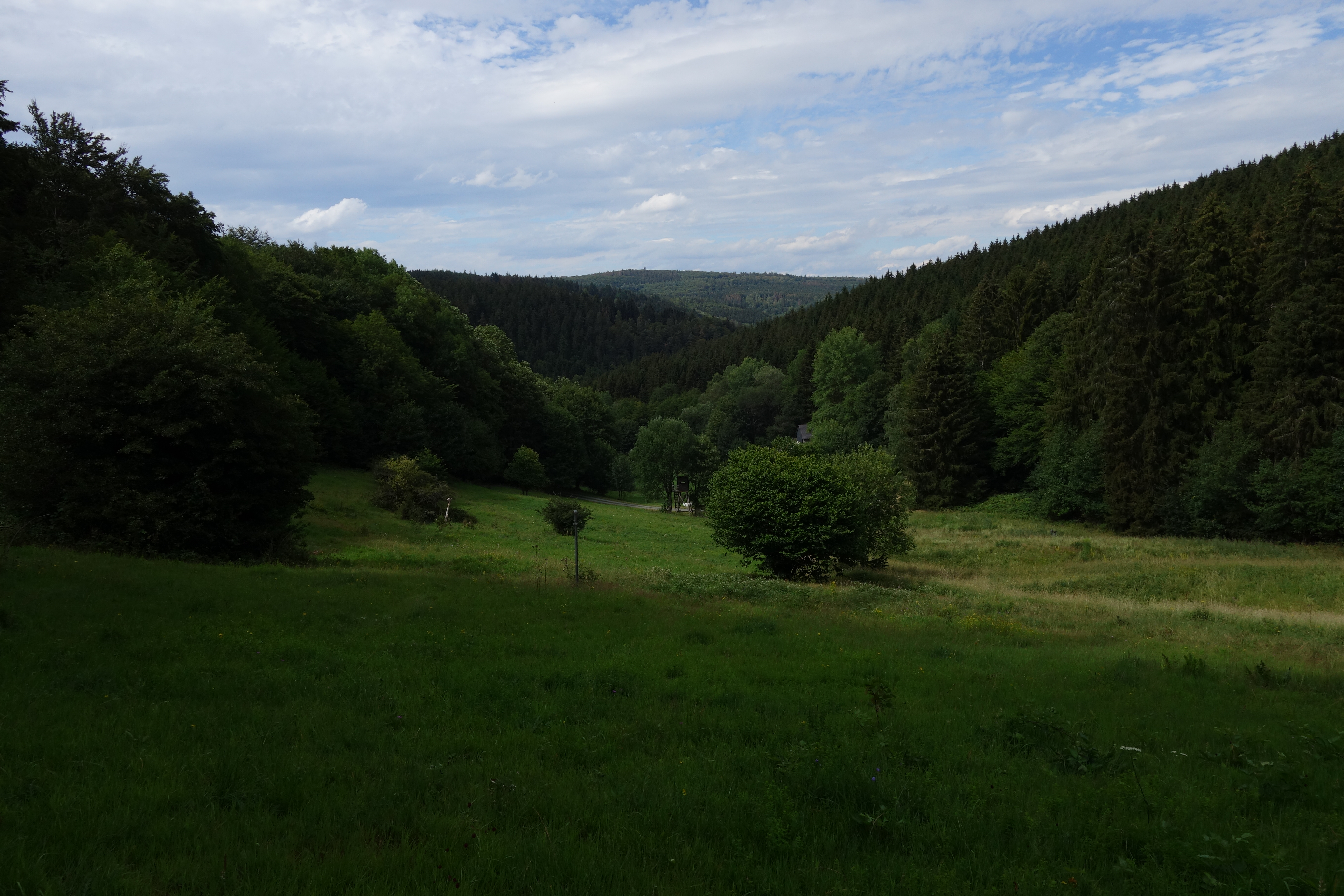
Blick zum Pferdskopf am Horizont vom Tal zwischen Sängelberg (links) und Pfaffenrod (rechts); in der Mitte vor dem Pferdskopf ist der östliche Ausläufer des Judenkopfs erkennbar.
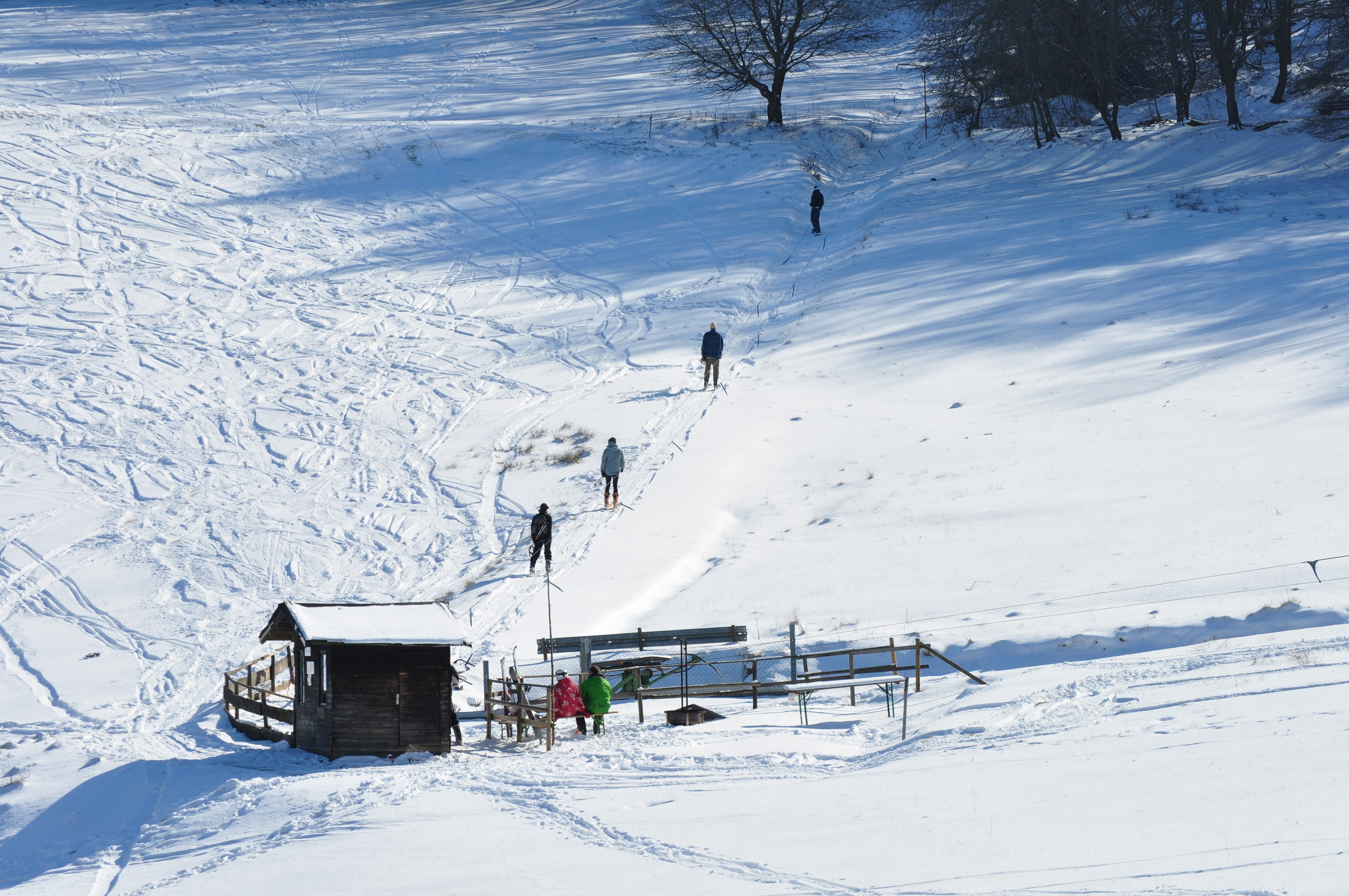
Skilift bei Treisberg

## Ruine Landstein

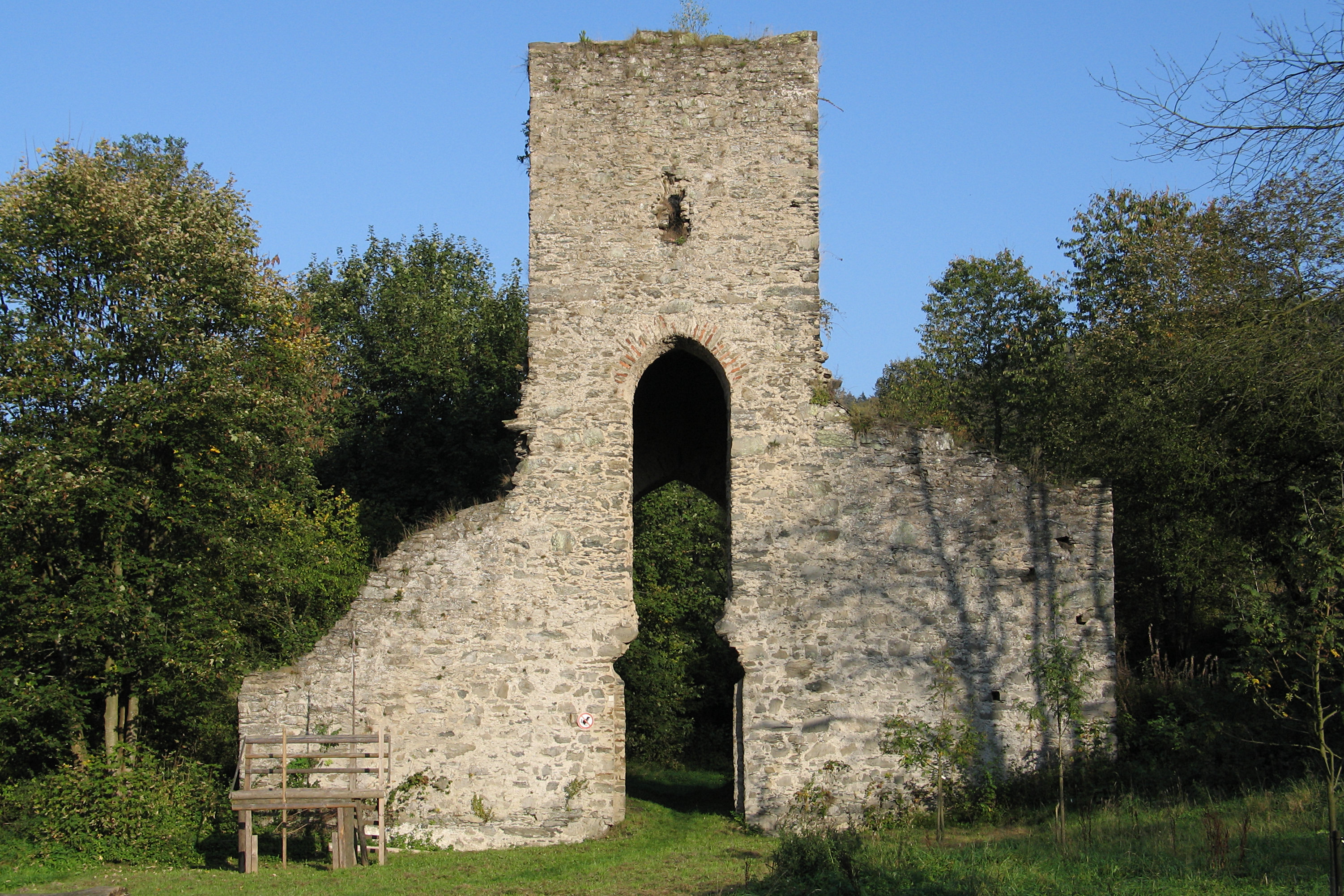
Kirchturmruine Landstein

Etwa 1,9 km nördlich des Pferdskopfgipfels befindet sich im Weiltal die Ruine Landstein. Die ehemalige Liebfrauen-Wallfahrtskirche aus dem 15. Jahrhundert wurde bereits im Dreißigjährigen Krieg (1618–1648) zerstört und nicht wieder aufgebaut. Erhalten ist die Ruine des Westturms mit zwei seitlichen zweigeschossigen Nebenräumen.